# Kumadani-ji
Le Kumadani-ji (熊谷寺) est un temple de la secte Kōya-san du Bouddhisme Zen, situé dans la ville de Awa, préfecture de Tokushima au Japon. C'est le 8e des 88 temples de la route du pèlerinage de Shikoku, dont l'image principale est celle de Senjū Kannon. Le Kumadani-ji aurait été fondé par Kōbō Daishi au début du IXe siècle,. Le hon-dō a été incendié en 1928 puis reconstruit. Le daishi-dō, le tahōtō, le chūmon et le shōrō sont désignés  propriétés culturelles préfectorales. 
En 2015, le Kumadani-jii est désigné Japan Heritage avec les 87 autres temples du pèlerinage de Shikoku. 